# Tit Sexti Corneli Africà
Tit Sexti Corneli Africà (llatí: Titus Sextius Cornelius Africanus) va ser un senador romà del segles I i II, que va viure sota els emperadors Domicià, Nerva i Trajà. Era fill de Tit Sexti Magi Laterà, cònsol l'any 94.
Va ser cònsol l'any 112 juntament amb l'emperador Trajà. Es va casar amb una dona de la gens Víbia i va tenir, pel cap baix, dos fills: Sèxtia, nascuda cap a l'any 120, que es va casar amb un cert Api Claudi Pulcre que va ser cònsol en algun any del segle ii, i Tit Sexti Laterà, que va ser cònsol el 154.